# Lars Håland
Lars Håland (ur. 28 lipca 1962 r. w Sztokholmie) – szwedzki biegacz narciarski, dwukrotny medalista mistrzostw świata.

## Kariera
Nigdy nie startował na zimowych igrzyskach olimpijskich. W 1989 roku wystartował na mistrzostwach świata w Lahti zdobywając brązowy medal w biegu na 15 km techniką dowolną. Lepsi od niego okazali się jedynie dwaj jego rodacy: zwycięzca Gunde Svan oraz drugi na mecie Torgny Mogren. Zajął także czwarte miejsce na dystansie 50 km stylem dowolnym, przegrywając walkę o brązowy medal z Aleksiejem Prokurorowem ze Związku Radzieckiego. Ponadto na tych samych mistrzostwach wspólnie z Christerem Majbäckiem, Gunde Svanem i Torgnym Mogrenem wywalczył złoty medal w sztafecie 4x10 km. Cztery lata później, podczas mistrzostw świata w Val di Fiemme jego najlepszym indywidualnym wynikiem było 13. miejsce w biegu na 50 km techniką dowolną. Szwedzi z Hålandem w składzie zajęli tam szóste miejsce w sztafecie. Na kolejnych mistrzostwach już nie startował.
Podczas mistrzostw świata juniorów w Murau w 1982 roku zajął 25. miejsce w biegu na 15 km, a w sztafecie zdobył złoty medal.
Najlepsze wyniki w Pucharze Świata osiągnął w sezonie 1988/1989, kiedy to zajął 6. miejsce w klasyfikacji generalnej. Trzykrotnie stawał na podium zawodów Pucharu Świata, w tym raz zwyciężył. W 1999 roku zakończył karierę.

## Osiągnięcia

### Mistrzostwa świata
| Miejsce | Dzień     | Rok  | Miejscowość | Konkurencja             | Czas biegu | Strata  | Zwycięzca                     |
| ------- | --------- | ---- | ----------- | ----------------------- | ---------- | ------- | ----------------------------- |
| 3.      | 20 lutego | 1989 | Lahti       | 15 km stylem dowolnym   | 40:39,6    | +30,7   | Gunde Svan                    |
| 7.      | 22 lutego | 1989 | Lahti       | 15 km stylem klasycznym | 42:40,7    | +48,4   | Harri Kirvesniemi             |
| 1.      | 24 lutego | 1989 | Lahti       | Sztafeta 4x10 km        | 1:40:12,3  | -       | -                             |
| 4.      | 26 lutego | 1989 | Lahti       | 50 km stylem dowolnym   | 2:15:24,9  | +1:20,8 | Gunde Svan                    |
| 16.     | 22 lutego | 1993 | Falun       | 10 km stylem klasycznym | 24:51,6    | +1:06,3 | Sture Sivertsen               |
| 19.     | 24 lutego | 1993 | Falun       | 10+15 km pościgowy      | 1:01:45,0  | +2:19,0 | Bjørn Dæhlie Władimir Smirnow |
| 6.      | 26 lutego | 1993 | Falun       | Sztafeta 4x10 km        | 1:44:14,9  | +3:08,1 | Norwegia                      |
| 13.     | 28 lutego | 1993 | Falun       | 50 km stylem dowolnym   | 2:03:36,8  | +5:18,3 | Torgny Mogren                 |

### Mistrzostwa świata juniorów
| Miejsce | Dzień   | Rok  | Miejscowość | Konkurencja             | Wynik     | Strata  | Zwycięzca         |
| ------- | ------- | ---- | ----------- | ----------------------- | --------- | ------- | ----------------- |
| 25.     | 3 marca | 1982 | Murau       | 15 km stylem klasycznym | 40:10,6   | +3:10,3 | Andriej Astaszkin |
| 1.      | ? marca | 1982 | Murau       | Sztafeta 3x10 km        | 1:23:52,1 | -       | -                 |

### Puchar Świata

#### Miejsca w klasyfikacji generalnej
- sezon 1985/1986: 30.
- sezon 1986/1987: 35.
- sezon 1988/1989: 6.
- sezon 1989/1990: 10.
- sezon 1990/1991: 37.
- sezon 1992/1993: 31.
- sezon 1993/1994: 48.
- sezon 1994/1995: 66.
- sezon 1996/1997: 39.
- sezon 1997/1998: 36.

#### Miejsca na podium
| Nr | Dzień     | Rok  | Miejscowość | Konkurencja           | Czas biegu | Strata | Pozycja | Zwycięzca    |
| -- | --------- | ---- | ----------- | --------------------- | ---------- | ------ | ------- | ------------ |
| 1. | 20 lutego | 1989 | Lahti       | 15 km stylem dowolnym | 40:39,6    | +30,7  | 3       | Gunde Svan   |
| 2. | 11 marca  | 1989 | Falun       | 30 km stylem dowolnym | ?          | -      | 1       | -            |
| 3. | 3 marca   | 1990 | Lahti       | 30 km łączony         | ?          | ?      | 3       | Bjørn Dæhlie |